# Sbor dobrovolných hasičů Hejnice

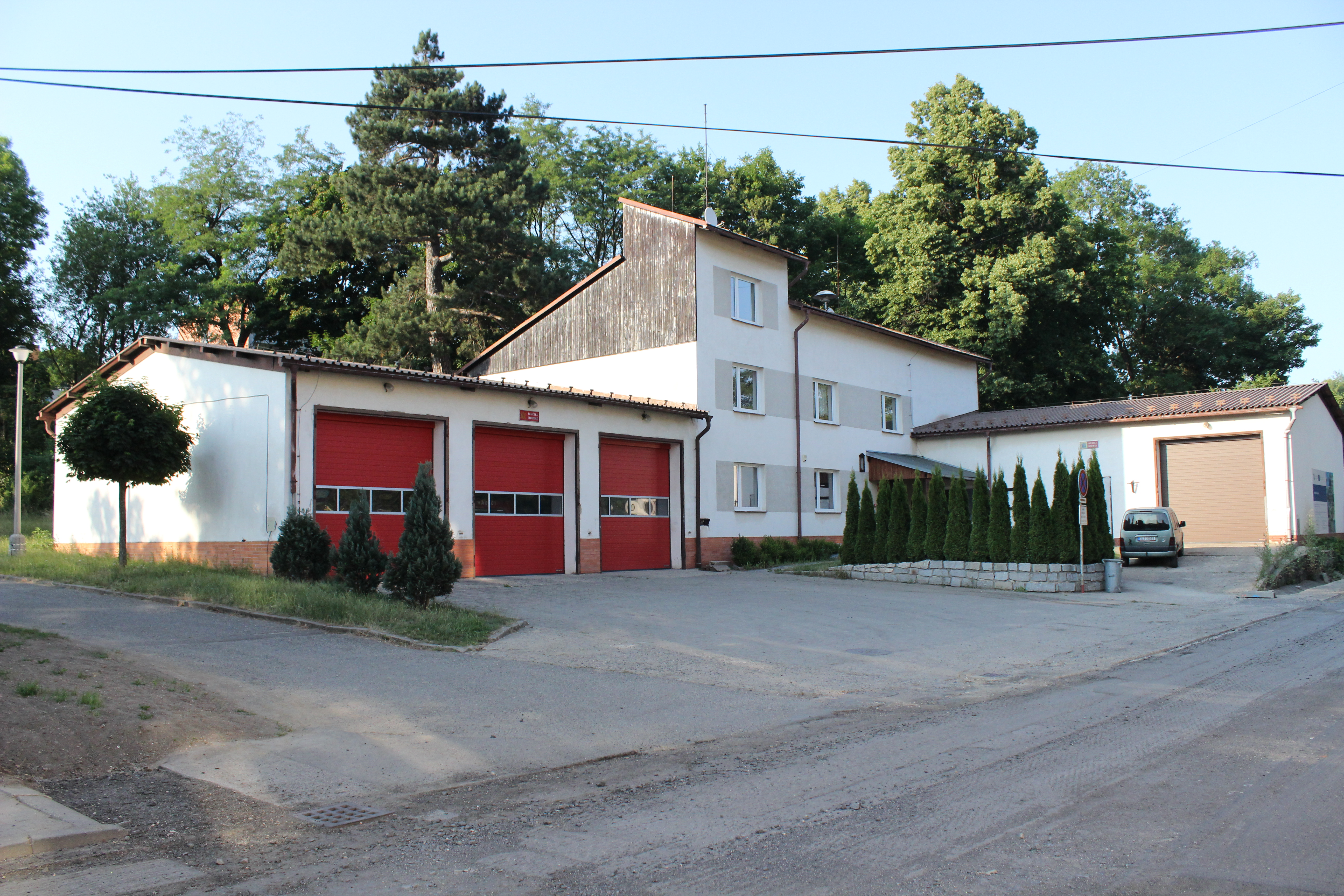
Zbrojnice užívaná od listopadu roku 1992

Sbor dobrovolných hasičů Hejnice je organizace pomáhající při boji s požárem, a to jak na území města Hejnice, tak také v jeho okolí.

## Historie

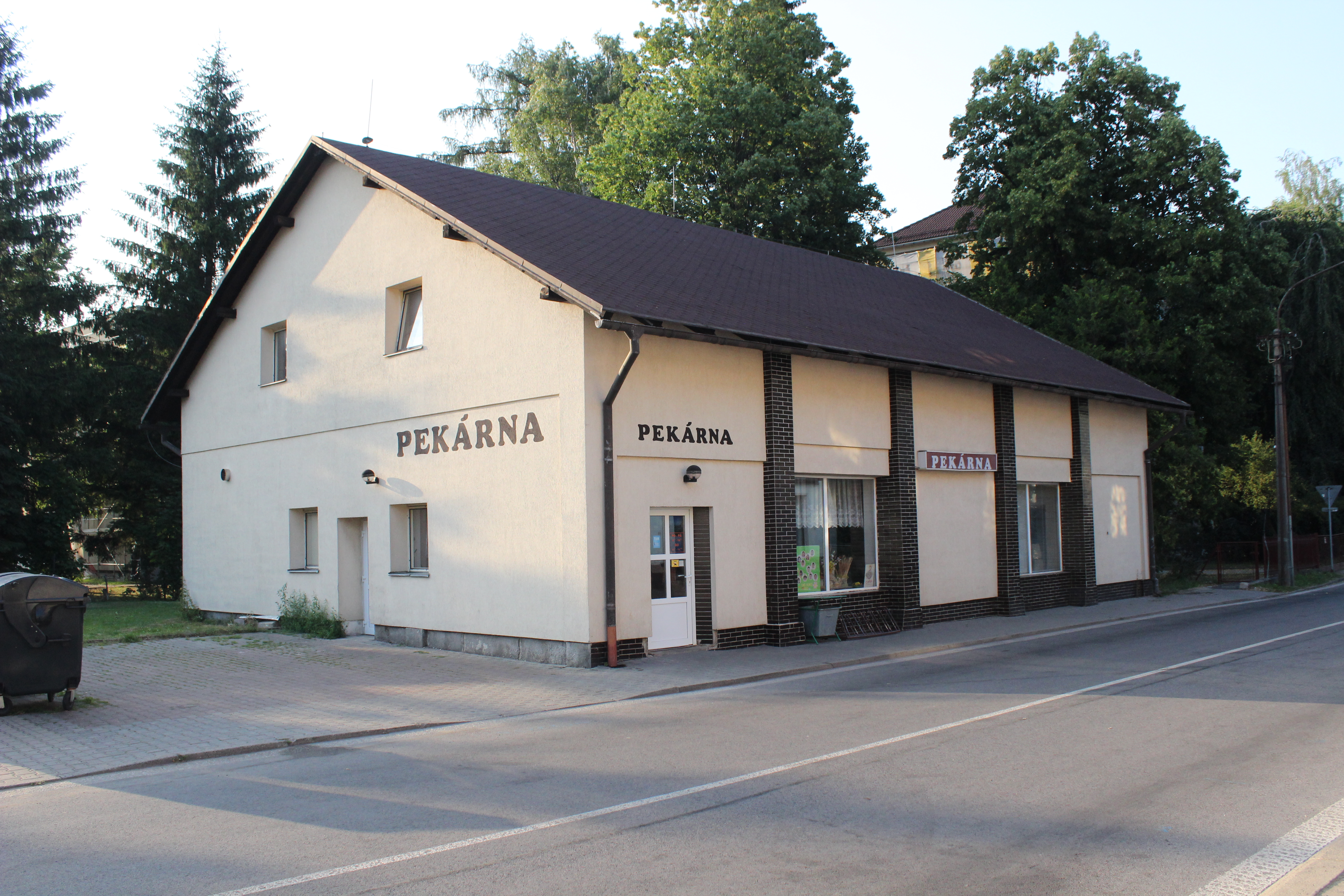
Někdejší hasičská zbrojnice z roku 1907

K založení sboru došlo dne 22. června 1874. První nasazení sboru přišlo hned následující den, kdy se v plamenech ocitlo osm domů ve Ferdinandově a ještě téhož dne zachvátil požár i tkalcovnu bavlny spolu s obytným domem v Bílém Potoce. Požáry se v okolí Hejnic vyskytovaly přibližně jednou za měsíc i během následujících let. Hasební prostředky dopravovaly k požáru koňské povozy a voda se přenášela ve džberech. Pokrok nastal 11. července 1902, kdy si místní hasiči mohli ze sponzorských darů zakoupit parní stříkačku. O pět let později (1907) díky příspěvkům šlechtického rodu Clam-Gallasů, jimž město a okolní oblasti patřily, a také díky dalším donátorům mohli hasiči začít budovat svou zbrojnici. Tato zbrojnice sloužila do roku 1992, tedy 85 let, a objekt slouží i nadále, když jej po nutné přestavbě využívá místní soukromá pekárna. Náklady na zbudování stavby dosahovaly 2 670 K a 20 haléřů.
Když roku 1913 zahájil provoz místní vodovod, vyzvala obec hasiče, aby provedli své cvičení, během něhož si převzali pod svou správu i obecní hydranty. Hned následující rok došlo ke snížení počtu zásahu schopných hasičů, neboť vypukla první světová válka a většina členů spolku musela narukovat do armády. Ti, co zůstali, zajišťovali hašení a pomáhali také s odvozem raněných z fronty. Po skončení války proběhla v obci roku 1919 elektrifikace a hasiči si podali žádost na zakoupení elektrické sirény. Jejich přání nebylo vyhověno a ještě osm let poté (roku 1927) se požární poplach ve městě vyhlašoval zvukem parní píšťaly a hasičem běhajícím obcí a troubícím na trubku signál „Hoří“.
Od dubna 1927 až do konce druhé světové války neexistují žádné doklady o fungování sboru. Po skončení války však opětovně zahájil svoji činnost. Sbor však neměl příliš mnoho vybavení k hašení požárů. Disponoval pouze jedním přenosným agregátem a starými hadicemi. Členové spolku proto mezi sebou uspořádali sbírku a z vybraných peněz pořídili starší nákladní vůz. Roku 1945 ještě hasiči ve městě založili Československý červený kříž, do něhož vstoupilo přibližně dvě stě členů. Sbor hasičů uspořádal po městě sbírku, jejímž cílem bylo vybrat prostředky na nákup sanitního vozu. To se zdařilo, ale již za tři roky (1948) znárodnil sanitku stát a převedl ji do Ústavu národního zdraví. Toho roku došlo po nástupu Komunistické strany k moci došlo ke změně názvu organizace na „Dobrovolný sbor požární ochrany“ a hasiči se začali nazývat „požárníci“. Současně jednotka přidělením získala starší německý automobil Furst Bissing, jenž roku 1953 nahradilo vozidlo Tatra 805. Tou dobou již sbor měl k dispozici stříkačky DS-16 a PPS-12.
Roku 1976 získal sbor do svých služeb automobil Praga RN-CAS 16 a o pět let později též vůz Tatra 148-CAS 32. Za další tři roky (1984) se vozový park jednotky rozšířil o Avii, kterou sbor využíval až do roku 2008, než některé její části podlehly tak intenzivně korozi, že se již nevyplatilo je opravovat. Během roku 1991 začala výstavba nové zbrojnice stojící v ulici Petra Bezruče, tedy v jižní části obce u místního kostela. Stavbaři své práce dokončili následujícího roku a 7. listopadu 1992 ji slavnostně předali do užívání. V roce 1999 získal oddíl automobil Praga V3S z roku 1954, jenž do té doby využívali dobrovolní hasiči z Ferdinandova.
Během posledního roku 20. století se sbor obohatil o jednotku psovodů. Ti se využívají při záchranářských pracích či při vyhledávání zavalených či utonulých. Pomáhali například po zemětřesení v Turecku (2011) nebo na Tchaj-wanu. V roce 2008 došlo k vyřazení automobilu Avia, který sbor využíval od roku 1984, a místo něho městský úřad zakoupil vůz Land Rover Defender, k němuž pořídil také přívěsný vozík. O další automobil se park jednotky rozšířil roku 2011, kdy v půlce října toho roku získala jednotka cisternovou automobilovou stříkačku CAS 20 MAN TGM 18.340.

## Činnost
Hasičský sbor zasahoval při požárech i živených pohromách. Pomáhal například při požáru místního podniku Autobrzdy (došlo k němu v roce 1981), dále zasahoval v bělopotocké restauraci Koruna, ve frýdlantském kině či u požáru tamního závodu firmy Tiba. Nápomocni také byli při požáru Parkhotelu v Lázních Libverdě, při lesních požárech, u hořících stohů slámy nebo odpadech dovozených z Německa a uskladněných u Arnoltic či u Dolní Řasnice. Se záchranou pomáhali též při povodních v letech 1946, 1948, 1958, 1977, 1997, 2002 a 2010.
Hasiči jsou činní také v kulturní oblasti. Pořádají plesy, zábavy, pálení čarodějnic nebo dny otevřených dveřích ve své zbrojnici, během nichž dětem z mateřských škol ukazují své pracovní prostory. Spolupracují také se sbory v německém Eilenburgu a Delitzschu či se sbory v polských obcích Świeradów-Zdrój, Pobiedna nebo Trójca.

## Psovodi záchranných psů
Tým psovodů SDH Hejnice byl založen v roce 2000 z důvodu potřeby praktického využití záchranných psů. Naši členové tuto nutnost zaznamenali v rámci nasazení při národních i mezinárodních záchranných operacích - po zemětřesení v Turecku a na Tchaj-wanu, a na pátracích akcích v Rakousku a na Slovensku. Proto je zkušební řád SH ČMS, výcvik záchranných psů a příprava záchranných týmů v SDH Hejnice zaměřen především na praxi.
Tým psa a psovoda je schopen prohledat nejrůznější terény jako lesy, louky, koryta řek, jeskyně, skály apod. Jeden takovýto tým dokáže nahradit při klasické pátrání v rojnici více než deset jejích členů.
Psovodi SDH Hejnice jsou připraveni v případě potřeby pomoci kdykoliv, ve dne i v noci.  Záchranní psi nehledají člověka podle jeho pachové stopy zanechané na zemi, ale sbírají lidský pach ze vzduchu a větru, a není tedy nutný předmět pohřešované osoby k nasumování. Proto mohou být do pátrací akce nasazeni okamžitě a za každého počasí. Psi jsou cvičeni pro označení každého lidského pachu,  přičemž nerozhoduje, zda se jedná o pohřešované dítě, dospělou osobu nebo seniora, osobu která se pohybuje, nebo osobu ležící.  
Psovodi jsou plně vybaveni pro pátrací akce v terénu a jsou pravidelně proškolováni v poskytování první pomoci, orientaci v terénu a práci s GPS i slanění se psem do nepřístupných míst.

### Kynologové jako součást SDH Hejnice
V roce 1999 po návratu české mise z Turecka, Tchaj-wanu a opět Turecka, kde záchranáři pomáhali i se svými psi v oblastech postižených zemětřesením, si František Schejbal uvědomil, že výcvik psů tak jak jej dosud prováděl ve Svazu záchranných brigád kynologů České republiky je ryze sportovní a nepříliš vhodný pro praktické nasazení. Snažil se iniciovat změnu, ale setkal se s nepochopením vedení SZBK a proto se rozhodl jít vlastní cestou. Požádal proto o pomoc výbor sboru v Hejnicích, kde s jejich pomocí v roce 2000 založil jako první v České republice hasičské záchranné psovody. Přes deset let si zapisoval neobvyklé situace z praktických nasazení jejich řešení. Ty pak použil za pomoci svých kolegů pro sestavení „Zkušebního řádu pro přezkušování záchranných psů". Takto vzniklý unikátní zkušební řád v roce 2003 vydalo Sdružení hasičů Čech Moravy a Slezska jako „Metodický pokyn starosty "SHČMS" pro přezkušování svých psovodů v rámci republiky.
Hejničtí psovodi se svými čtyřnohými pomocníky jsou zařazeni do Integrovaného záchranného systému České republiky a někteří z nich mají složené atesty Ministerstva vnitra ČR. Pro dokreslení o rozsahu jejich práce je nutno uvést, že v letech 2000 - 2013 se zúčastnili hejničtí psovodi se svými psími pomocníky celkem 127 pátracích akcí na území republiky. O svých trvalých kvalitách přesvědčují na různých soutěžích, kterých se zúčastňují a kde se jim daří o Čemž svědčí vítězství na Mistrovství ČR s účastí psovodů německého THW pořádané Generálním ředitelstvím Hasičského záchranného sboru ČR a MV ČR v roce 2013. V témže roce obsadili i první místo v soutěži družstev Search patrol.
Každoročně pořádají množství ukázek výcviku psů pro školy a organizace. Velmi oblíbené se staly jimi pořádané výcvikové tábory pro psy a psovody kam se rok od roku přihlašuje větší počet zájemců. A tak tým záchranářů pod vedením Františka Schejbala a jejich čtyřnohých pomocníků je i dobrým reprezentantem města Hejnice a zdejšího sboru dobrovolných hasičů v republice i zahraničí.

## Technika a vybavení
K roku 2018 má jednotka k dispozici:
- automobil MAN TGM 18.340 CAS 20/5000/300 – S2Z
- automobil Tatra T815 CAS 27/4000/500 – S2Z VVN
- automobil VEA – Land Rover Defender 110
- automobil DA – Ford Transit (od 4. července 2020)[8]
- přívěsný vozík
- automobil Praga V3S
- dýchací techniku
- přenosnou motorovou stříkačku TOHATSU – VC82ASE
- přenosné plovoucí čerpadlo PH-1200
- kalové čerpadlo PH-1000
- záchranářské motorové pily MS 361 a MS 460
- rozbrušovací stroj Stihl TS 800
- přetlakovou ventilací Papin 350
- BaXstrap Spineboard (k přenášení raněných)

## Hejnické hasičské mládí od roku 1974 do dnešních dob

### Od roku 1974
Organizovaná činnost mladých hasičů je zaznamenána v historii sboru od roku 1974, kdy vznikl první oddíl mladých pod tehdejším názvem „Mladí požárníci“ ale již předtím docházeli do sboru jednotlivci mladší 15 let, ale jako samostatný kolektiv nepracovali. Tak jako v jiných sborech oddíl vznikl 'na popud centrálních hasičských orgánů ve snaze vychovat další generaci hasičů - nástupců té stávající. Myšlenka získala mezi hasičskou veřejností velkou podporu a způsobila vznik mnoha hasičských mládežnických kolektivů. Byla zpracována náplň pro jejich činnost a vydáno doporučení jak mladé hasičské oddíly vést. Prvotní nutností však bylo získat ve sborech dospělé jedince, kteří by byli ochotni s mládeží dlouhodobě pracovat. V Hejnicích se tohoto úkolu ujal Ladislav Koníř, který vedl první zdejší kolektiv v počtu 11 dětí ve složení: Pospíšil Jar., Pospíšil Jos., Juklíček L., Vojco l., Talacko J., Bak J., Polanský J., Kordík P., Votava M., Lettner J., Šidelka  J. Parta mladých požárníků se s nadšením pustila do své činnosti. První velkou akcí oddílu byla příprava na branný závod obdobných kolektivů z frýdlantského výběžku, který byl organizován 2. listopadu 1974 v Bulovce. První vystoupení dopadlo dobře, neboť' hejnické družstvo skončilo na 3. místě. Sbor tehdy reprezentoval vybraný tým v sestavě: J. Polanský, J. Bak, L. Juklíček a Jar. Pospíšil. Pravidelné týdenní schůzky měly pestrý program s hasičskou i všeobecnou náplní. A tak se děti seznamovaly s první zdravotnickou pomocí, učily se vázat hasičské uzle, pracovat s mapou, dozvěděly se o historii hasičů v Hejnicích. V případě příznivého počasí se učily zacházet se základní hasičskou technikou. Největší zájem byl o nácvik obsluhy požární stříkačky, kdy vrcholem bylo její praktické použití se stříkáním, což chtěl každý zkusit. Mladí se také připravovali pečlivě na své kulturní vystoupení na výroční schůzi sboru, o které byli požádáni. Vlastní vystoupení provázela značná tréma, ale potlesk starších kolegů a připravené malé občerstvení pro účinkující jim bylo odměnou. Do dalšího roku vstoupil oddíl v nezměněném složení. Po dohodě byly stanoveny čtvrtky jako pravidelné týdenní schůzky oddílu. S velkou pozorností byly projednány směrnice celostátní hry „Plamen“, které řídily Činnost oddílů v celé republice. Byla zahájena příprava na okresní soutěž, která byly plánována do Nového Města p/Sm., uskutečnilo se několik vycházek za poznáváním města, celý oddíl se zúčastnil májových oslav. Ze soutěže z Nového Města p/Sm. se vracelo hejnické družstvo trochu se smutkem, neboť se umístilo těsně pod stupni vítězů na „bramborovém" 4. místě. Protože v té době probíhala výstavba přípojky topení z místní školy do zbrojnice, nezůstaly ani děti stranou a na několika brigádách odpracoval celý oddíl 342 brigádnických hodin. Na závěr hry „Plamen” a jako odměnu za celoroční činnost se celý oddíl zúčastnil zájezdu do Prahy, Terezína a Lidic. V dalších letech pokračoval běžný život oddílu. V roce 1976 došlo ke zvýšení počtu členů oddílu na 16 dětí, kdy se staly členkami oddílu poprvé i dívky. Sbor členům oddílu pořídil i první jednotné vybavení pro soutěže a veřejná vystoupení. Úspěchem skončilo vystoupení mládežníků na obvodové soutěži v Krásném Lese, kde z 16 družstev obsadil tým z Hejnic 2. místo. Ocenění také získali dva členové oddílu (Jana Šidelková, Jiří Šidelka) v roce 1979 v okresní výtvarné soutěži „Požární ochrana očima dětí”. Počátkem osmdesátých let dochází k útlumu Činnosti oddílu mladých požárníků. Ladislav Koníř sice získal na pomoc ve vedení oddílu postupně další pomocníky z řad členů sboru, ale chyběl zájem dětí. A tak v roce 1983 bylo v oddíle jen 7 žáků (Salaba J., Krisuba J., Filipi F., Macek R., Hryščenko O., Červa R., Salaba M.). Oddíl sice plnil úkoly hry „Plamen”, ale někdy měl potíže s ohledem na nízký počet členů, s účastí na soutěžích, kterých se musel zúčastňovat. Přesto se mu však někdy podařilo uspět; jako na soutěži frýdlantského obvodu konané v roce 1982 v Lázních Libverda, kde se umístil na třetím místě. Parta mladých ve snaze získat své vlastní finanční prostředky zorganizovala několik kol sběru druhotných surovin, s jejichž odvozem do sběrny jim pomohli starší kolegové ze sboru. S velkým nadšením si získané peníze mladí hasiči uložili pro své další využití. Činnost oddílu postupně v následujících letech přilákala další členy a tak v roce 1988 jejich už 20. Koná se obvyklé plnění disciplín hry „Plamen". Děti a jejich vedoucí přidávají další akce, které zlepší vztahy uvnitř kolektivu. Společné sobotní výlety do přírody, návštěva libereckého letiště a plaveckého bazénu. Oddíl přijímá svůj vlastní název „Soptíci“ a jeho členy v roce 1987 jsou: D. Chadt, L. Vacková, J. Kostelník, M. Kóňa, M. Zrubec, H. Kostelníková, T. Kóňa, T. Zrubec, P. Návesník, I. Ožvaldová, J. Salátová, M. Dvořák, A. Sochorová, M. Sochor, P. Návesníková, D. Balogová, F. Schejbal, M. Vacek, K. Plůtová, M. Salát. Od roku 1987 má činnost oddílu mladých požárníku stoupající tendenci. Velmi oblíbené byly dvoudenní brigády na pomoc Jizerským horám, kdy děti byly ubytovány přímo na některé chatě v horách a zde se i stravovaly. Převážně sázely stromky nebo uklízely klestí. Po pečlivé přípravě složilo celkem 13 členů oddílu zkoušky odborné zdatnosti pro získání odznaků strojníků, preventistů a kronikářů. V roce 1988 dosáhl oddíl nejvyššího počtu Členů ve své historii. K původním Členům registrovaným v roce 1997 přibyli A. Salabová, P. Bartošík, J. Plůta a D. Červová. Zvýšený stav členské základny dětí v oddíle umožnil, že na soutěžích byly hejnickými obsazovány všechny vypsané kategorie někdy i dvěma družstvy.

### Po roce 1989
Práce oddílu po roce 1989 po politických změnách pokračovala i nadále byla jen oproštěna od politického balastu. Oddíl převzali noví vedoucí L. Šuhaj a J. Janda. Děti se připravovaly na plnění disciplín celostátní hry „Plamen", která pokračovala i nadále v celé republice. Dvakrát ročně se zúčastňovaly závodů ve svém frýdlantském obvodu družstvy mladších i starších žáků. Název oddílu byl přejmenován v rámci republikových úprav názvosloví na oddíl „Mladých hasičů”. Za aktivitu v oddíle uspořádal výbor sboru pro mladé hasiče několik zájezdů a výletů (ZOO Liberec, frýdlantský zámek, Botanická zahrada Liberec, Plavecký bazén v Liberci). Děti pomáhaly v rámci svých sil při výstavbě nové zbrojnice a v závěru její výstavby i při úklidových pracích a těšily se na svou klubovnu, kterou měly slíbenu v nové zbrojnici. V letech 1995 - 1996 vedl oddíl mladých hasičů J. Janda a jeho pomocníkem byla H. Jandová. Oddíl měl té době 1 7členů (Z. Marková, B. Jandová, M. Štěpánová, V. Gáborová, M. Gáborová, Z. Kublová, Z. Pospíšilová, Z. Krigierová, J. Jirounek, P. Jirounek, V. Jirounek, V. Janda, A. Hanus, Z. Melichar, J. Meller, M. Krčil, P. Cína). Mladí hasiči i nadále se zúčastňovali celostátní hry „Plamen”, společně jezdili na výlety a připravovali se na soutěže, které byly v okolí pořádány. Bohužel v dalších letech se nepodařilo děti pro práci v hasičském kroužku získat a navíc nenašli se obětavci, kteří by je vedli.

### Rok 2001
Až v roce 2001 byl oddíl mladých hasičů v Hejnicích obnoven. Pod vedením Petra Návesníka a jeho pomocníků Oldřicha Lepšíka a Jiřího Šimona se oddíl opět zapojil do hry „Plamen". Ryze Chlapecký oddíl tvořili: Albert P., Cína J., David Z., Deško J., Dostál L., FIéng., Jirounek P., Karasz M., Lanyi O., Stránský L., Švarný Pavel, Švarný Petr, Tesař J. Navázal na činnost svých předchůdců a zdálo se, že hejničtí hasiči si budou vychovávat své nástupce. Opět však nastává útlum v činnosti. Vedoucí mají problémy se svým turnusovým zaměstnáním a i zájem dětí se nedařilo trvale udržet.

### Rok 2007
Třetí pokus nastartovat činnost oddílu mladých hasičů nastává v roce 2007. Po náboru se přihlásilo prvních 13 dětí, kterých se ujali manželé Machanovi. I pro ně to byla velká výzva, neboť neměli příliš zkušeností, a tak se i oni učili „za pochodu” organizovat činnost kroužku tak, aby svou náplní byl pro děti zajímavý. To se vcelku dařilo a tak se počet členů postupně zvyšoval. Do hry „Plamen 2007/2008 se zapojilo 23 dětí (Bartoš J., Čurda A., Chudobová A., Janíková V., Kalinová K., Karlík J., Linka J., Linková P., Machan Marian., Machan Marek, Machan P., Merunková E., Merunka J., Nováková K., Nygrínová M., Soldán J., Šosvol M., Šosvol O., Vilhelm L., Vincenec P., Zavřel J., Zavřel L., Karafová E.). Velkou podporou jim byli starší členové sboru, kteří se jim snažili být při některých akcích nápomocni. Pravidelné schůzky dětem rozšiřovaly znalosti v hasičské problematice, společně se zúčastňovaly různých akcí a mnohé akce připravovaly i pro ostatní. Důležitou součástí byl i nácvik na požární soutěže a účast na nich. A příprava se vyplatila. V obvodové soutěži v roce 2007 v Novém Městě pod Smrkem obsadil tým z Hejnic třetí místo. V dalším roce dokonce druhé místo na „Velikonočním poháru" ve Frýdlantě, což si úspěšné družstvo se svými vedoucími patřičně vychutnalo.

### Rok 2012
Počátkem roku 2012 se sbor pro menší počet hejnických dětí rozhodl navázat spolupráci s hasiči z Bílého Potoka pod Smrkem. A tak byl vytvořen společný oddíl mladých hasičů, který si dal i neobvyklý název „HEPO”, což znamená spojení Hejnic (HE) a Bílého Potoka p/Sm. (PO). Po počátečním oťukávání se dal oddíl pod vedením vedoucích Miroslava Machana z Hejnic a Martina Tecla z Bílého Potoka p/Sm. a jejich pomocníků Jirky Ostrého a Marka Tecla vehementně do práce, čehož je dokladem vedená kronika oddílu. Ve své nově vybudované klubovně plní disciplíny hry „Plamen", pořádají výlety, poznávají okolí a připravují se na soutěže. Ve společném oddíle pracují (M., D. a M. Teclovi, Marian a Marek Machanovi, M. Salaba, A. Rejn, T. Ježowicz, B. Ježowiczová, M. Holata, J. Zavřel, S. Vladař, A. Vladař, F. Hanko, D. Stárek, D. Kováč, J. Džobáková, K. Rejnová, D. Hanková.)